# Platystemma violoides
Platystemma violoides ist die einzige Art der monotypischen Pflanzengattung Platystemma in der Familie der Gesneriengewächse (Gesneriaceae).

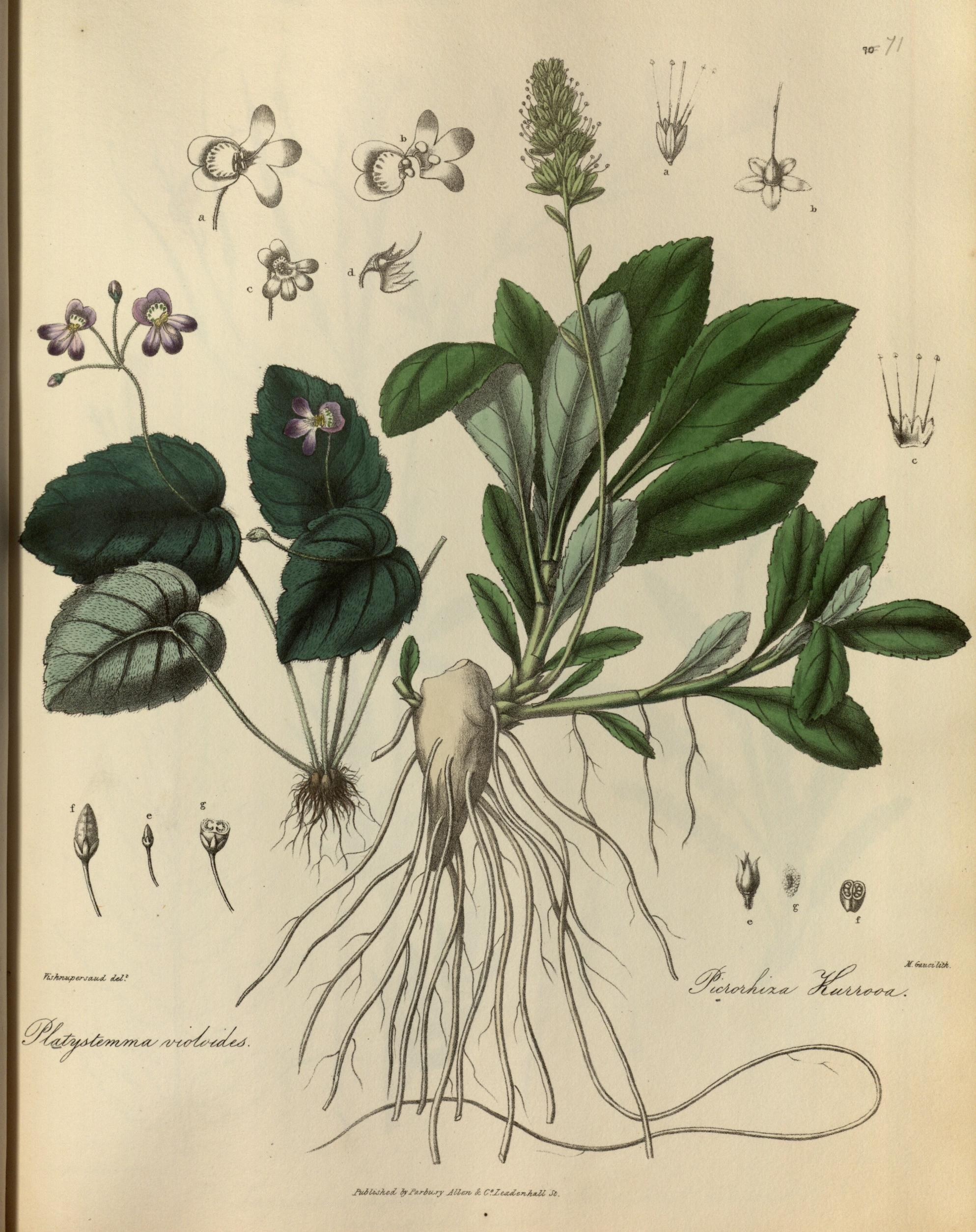
Illustration von Platystemma violoides

## Beschreibung

### Erscheinungsbild und Blatt
Platystemma violoides wächst lithophytisch als relativ kleine, immergrüne ausdauernde, krautige Pflanze und erreicht Wuchshöhen von 3 bis 9, selten bis zu 12 Zentimetern. Sie bildet ein horizontales (vertikales) Rhizom mit knolligen Verdickungen aus. Der einfache Stängel ist weiß flaumig behaart (Indument) bis verkahlend.
Je Stängel gibt es meist nur ein sitzendes Laubblatt, selten ist ein zweites, viel kleineres gegenständig zum großen angeordnetes Blatt vorhanden. Die einfache, häutige Blattspreite ist bei einer Länge von 1,5 bis 8 Zentimetern sowie einer Breite von 1,8 bis 8 Zentimetern breit-eiförmig bis kreisförmig mit herzförmiger bis geöhrter Spreitenbasis und mit breit-spitzem bis stumpfem oberen Ende. Der Blattrand ist grob gezähnt. Die Blattoberseite sind angedrückt, weiß flaumig behaart und die Blattunterseite ist spärlich weiß flaumig behaart. Die Blattnervatur ist fast handförmig mit drei bis sechs Seitennerven auf jeder Seite des Mittelnerv.

### Blütenstand und Blüte
In der Blattachsel befindet sich ein 1 bis 4 Zentimeter langer, dünner Blütenstandsschaft, der spärlich drüsig fein flaumig behaart ist. Im zymösen Blütenstand befinden sich locker angeordnet meist ein bis drei, selten bis sechs Blüten. Die Tragblätter sind bei einer Länge von 1 bis 3 Millimetern sowie einer Breite von 0,5 bis 1 Millimetern pfriemförmig und anscheinend nicht vorhanden. Die Deckblätter sind sehr klein und fast linealisch.
Die zwittrigen Blüten sind fünfzählig mit doppelter Blütenhülle. Die fünf gleichen, während der Anthese 2,7 bis 3,7 Millimeter langen Kelchblätter sind an ihrer Basis zu einer etwa 0,7 Millimeter langen Kelchröhre verwachsen und der radiärsymmetrische, breite glockenförmige Kelch endet in fünf bei einer Länge von 2 bis 3 Millimetern sowie einer Breite von 1 bis 1,5 Millimetern eiförmig-länglichen Kelchlappen, die außen spärlich fein flaumig behaart oder kahl sind. Die fünf purpur-roten oder veilchenfarbenen, innen kahlen, 0,7 bis 1,3 Zentimeter langen Kronblätter sind zu einer bei einer Länge von etwa 3 Millimetern relativ kurzen Kronröhre, die bei einem Durchmesser von 3 bis 5 Millimetern nicht verdickt ist, verwachsen. Der Kronschlund ist auf der Innenseite gefleckt und die Kronlappen sind auf der Oberseite gelb mit purpurfarbenen Flecken. Die zygomorphe, glockenförmige Blütenkrone ist deutlich tief zweilippig und die Kronlippen sind länger als die Kronröhre. Die Ober- ist deutlich kürzer als die Unterlippe. Die Kronoberlippe ist 3,5 bis 4,5 Millimeter lang und endet in zwei bei einer Länge von 2 bis 2,5 Millimetern sowie einer Breite von 2 bis 3 Millimetern eiförmigen Kronlappen. Die Kronunterlippe ist 5 bis 8 Millimeter lang und endet in drei etwas ungleichen bei einer Länge von 3 bis 5,5 Millimetern sowie einer Breite von 3 bis 3,5 Millimetern eiförmigen Kronlappen mit gerundeten oberen Enden.
Es sind zwei Paare fertiler Staubblätter vorhanden; sie überragen die Kronröhre nicht. Die sehr nahe der Basis der Kronröhre inserierten Staubfäden sind mit einer Länge von 1 bis 2 Millimetern relativ kurz und gebogen. Die basifixen Staubbeutel sind paarweise am oberen Ende miteinander verbunden. Die auseinander spreizenden Theken öffnen sich durch einen einzigen Riss oder kurzen Schlitz. Das einzige Staminodium ist etwa 0,25 Millimeter lang und mit der Innenseite der Kronröhre verwachsen. Der Nektardiskus ist ringförmig. Der kahle Stempel ist etwa 3 Millimeter lang und überragt die Blütenkrone. Der oberständige, einkammerige Fruchtknoten ist eiförmig. Bei Platystemma ist die Plazentation parietal = wandständig. Der Griffel ist viel länger als der Fruchtknoten. Der 6,5 bis 10 Millimeter lange Griffel endet in einer unauffälligen, ungeteilten, kopfigen Narbe.

### Frucht und Samen
Der haltbare Kelch vergrößert sich bis zur Fruchtreife auf eine Länge von 5 bis 7 Millimetern und umhüllt die Kapselfrucht teilweise. Die gerade auf dem Fruchtstiel stehende Kapselfrucht ist eiförmig-länglich und nur etwas länger als der Kelch. Die Kapselfrucht öffnet sich bei Reife fachspaltig = lokulizid mit zwei Fruchtklappen zu ihrer Basis hin; die beiden Fruchtklappen bleiben gerade und verdrehen sich nicht. Die sehr feinen Samen besitzen keine Anhängsel.

### Chromosomensatz
Die Chromosomenzahl beträgt 2n = 40.

## Vorkommen
Platystemma violoides kommt im westlichen bis östlichen Himalaja von Bhutan über Sikkim, Nepal sowie dem indischen Bundesstaat Himachal Pradesh bis zum Kreis (= Xian) Nyalam im südlichen Tibet vor.
Sie gedeiht im südlichen Tibet auf schattigen und feuchten Felsen in Tälern oder an trockenen Felswänden in Höhenlagen von 2300 bis 3200 Metern. Im indischen Teil des Himalaja gedeiht sie in Höhenlagen von 1800 bis 3400 Metern.

## Systematik
Die Erstbeschreibung von Platystemma violoides erfolgte 1831 durch Nathaniel Wallich in Plantae Asiaticae Rariores, 2, Seite 43, Tafel 151. Die Gattung Platystemma wurde 1831 durch Nathaniel Wallich in Plantae Asiaticae Rariores, 2, Seite 42 aufgestellt, dabei wurde formal wohl nicht das Typusexemplar festgelegt. Als Lectotypusart wurde 1845 Platystemma violoides Wall. durch Alphonse Louis Pierre Pyramus de Candolle in Prodromus systematis naturalis regni vegetabilis, Band 9, Seite 279 festgelegt. Der botanische Gattungsname Platystemma leitet sich aus den griechischen Wörtern: πλατυς platys für „breit, flach“ und στεμμα stemma für „Krone, Kranz, Blumenkette“ ab, dies bezieht sich darauf, dass sich auf der kurzen Kronröhre ein sehr flacher Blütenschlund befindet. Das Artepitheton violoides ist aus dem Lateinischen abgleitet und bedeutet "der Gattung Viola ähnlich".
Platystemma violoides ist die einzige Art der Gattung Platystemma, die zur Subtribus Leptoboeinae aus der Tribus Trichosporeae in der Unterfamilie Didymocarpoideae innerhalb der Familie Gesneriaceae gehört.

## Ergänzende Literatur
- Z. Y. Li, Y. Z. Wang: Plants of Gesneriaceae in China. Henan Science and Technology Publishing House, Zhengzhou, 2004, S. 1–721.